# Schleuse Brandenburg
Die Schleuse Brandenburg, früher auch Vorstadtschleuse Brandenburg genannt, ist eine Doppelkammerschleuse in der Unteren-Havel-Wasserstraße in Brandenburg an der Havel. Bewältigten Vorgängerbauten der Stadtschleuse das Schleusen der Frachtschifffahrt durch die Stadt Brandenburg, so handelt es sich bei der heutigen Stadtschleuse Brandenburg um eine reine Sportbootschleuse, während die Berufsschifffahrt über die Schleuse in der Krakauer Vorstadt geführt wird.

## Geschichte
Schon im Mittelalter war die Havel ein wichtiger Transportweg für Massengüter. Die Schifffahrt besaß eine große Bedeutung, war einzig durch sie der Transport großer Ladungen möglich. Mitte des 13. Jahrhunderts wurde begonnen, im Gebiet der Stadt Brandenburg mehrere Mühlenstaue in den verzweigten Havelarmen anzulegen. Dies führte zu Konflikten mit der Schifffahrt, wurden so doch die Wege versperrt. In diesem Zusammenhang wurde zunächst 1321 ein alter Havelarm, der Flutgraben, heute Jakobsgraben außerhalb der Stadt zu einem neuen Schifffahrtsweg ausgebaut. Die Staustufe wurde mittels eines alten Wehres mit einem hölzernen Gerinne überwunden. Dieser Schifffahrtsweg wurde bis um das Jahr 1550 genutzt. Mitte des 16. Jahrhunderts wurde der ehemalige Wehrgraben um die Neustadt kanalartig ausgebaut und im Bereich des Steintorturms eine hölzerne Kesselschleuse, der erste Vorgängerbau der Stadtschleuse Brandenburg errichtet. Dieses hölzerne Schleusenbauwerk wurde bis zu seiner Außerbetriebsetzung im Jahre 1920 für fast vier Jahrhunderte genutzt und mehrfach erneuert. Mit der Industrialisierung und der Zunahme der Berufsschifffahrt erreichte die Schleuse 1870 die Grenze ihrer Leistungsfähigkeit. Alleine in diesem Jahr wurden 12.779 Kähne geschleust. Aufgrund der sich ergebenden erheblichen Wartezeiten und zunehmenden Schiffsgrößen (Plauer Maß) wurde deswegen zwischen 1881 und 1883 in der Krakauer Vorstadt östlich der Stadt eine neue Schleuse, die Schleuse Brandenburg errichtet. Die Kammerlänge betrug 67,00 Meter, die Kammerbreite 16,60 Meter und Torbreite 8,40 Meter.
Zu Beginn des 20. Jahrhunderts wurden drei Großprojekte angegangen, die die Bedingungen für die Schifffahrt verbessern sollten und dem Hochwasserschutz dienen. So wurde südlich der Kammer der Vorstadtschleuse eine zweite, eine Schleppzugschleuse errichtet, der Silograben zum Silokanal ausgebaut und die sogenannten Stimmingsarche, ein Wehr in der Krakauer Vorstadt erneuert. Zwischen 1906 und 1909 wurde die zweite Schleuse gebaut, um auch größeren Schiffen als Kähnen nach Plauer Maß Durchfahrten zu ermöglichen. Weiterhin sollten Schleppzüge im Ganzen die Anlage passieren können und zeitraubende Einzelschleusungen von Kähnen vermieden werden. Die Abmessungen der neuen Schleusenkammer wurden mit einer Kammerlänge von 220,00 Meter, einer Kammerbreite von 17,50 Meter und einer Torbreite von 10,00 Meter bemessen.
In den 1950er und 60er wurde der Schleusenbetrieb in den Anlagen elektrifiziert und die Schleppzugschleuse mit einer Seiltreidelanlage ausgerüstet, um das Schleusen größerer Schleppzüge zu vereinfachen und auch zu beschleunigen. Die weitere Zunahme der Schifffahrt um Brandenburg und das Alter der nördlichen Kammerschleuse von 1882 machten einen Neubau notwendig. Im Jahr 1970 wurde die neue Spundwandschleuse mit massiven Häuptern auf der Nordseite fertiggestellt. Daneben wurden die Betriebsanlagen erneuert und ein zentraler Steuerstand zwischen beiden Schleusenbecken errichtet. Die Nordkammer hat seit dem Neubau eine Kammerlänge von 170,00 Meter und eine Kammerbreite von 12,10 Meter.

## Schiffahrt-Abgaben-Hebestelle
Bis zur Einführung modernerer Kommunikationsmittel wie Fernschreiber, UKW-Funk und Telefon und der Möglichkeit des bargeldlosen Geldverkehrs mussten an festgelegten Schleusen und Schiffshebewerken die Schifffahrtsabgaben für die Benutzung der Wasserstraßen und Abstiegsbauwerke von den Schiffern im Auftrag des Reeders bzw. Partikuliers abgerechnet, manchmal auch gleich bar bezahlt werden. Die Einrichtungen wurden Schiffahrt-Abgaben-Hebestelle, (siehe die Schreibweise auf dem Bild) kurz Hebestelle genannt.

## Bilder

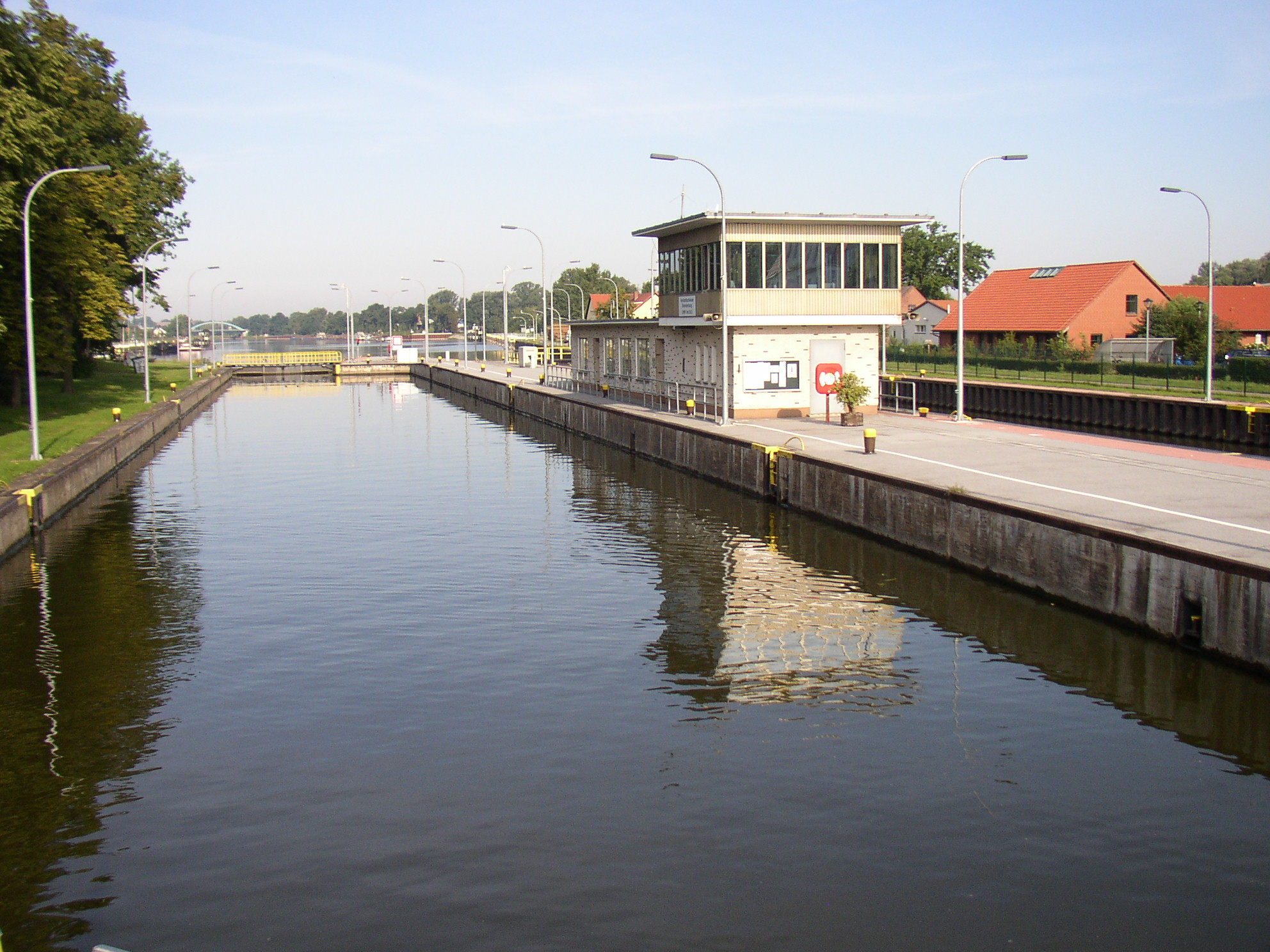
Südkammer der Schleuse Brandenburg talwärts gesehen
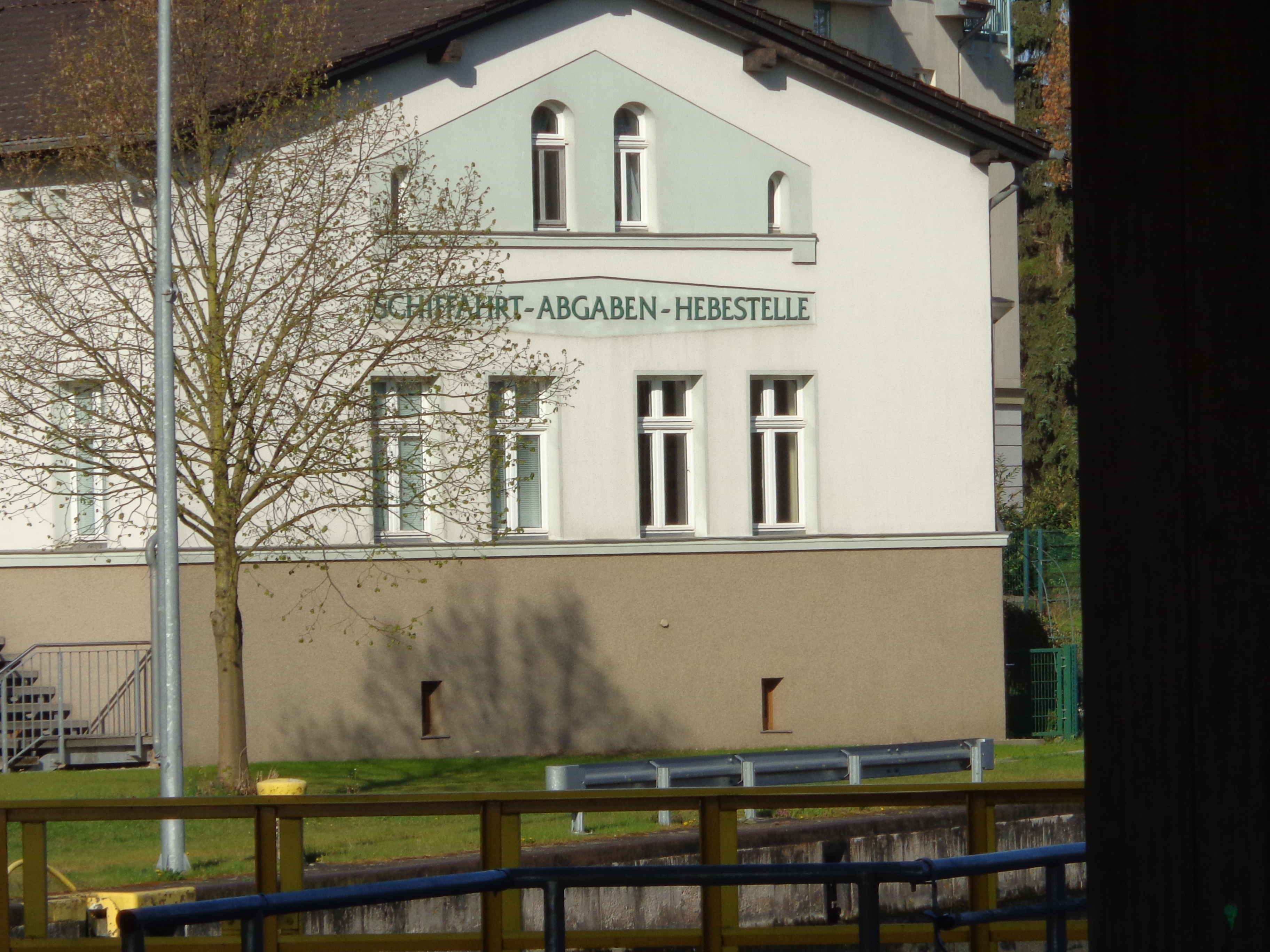
Gebäude der ehemaligen Schiffahrt-Abgaben-Hebestelle in Brandenburg an der Havel

## Karten
- Folke Stender (Redaktion): Sportschifffahrtskarten Binnen 1. Nautische Veröffentlichung Verlagsgesellschaft. ISBN 3-926376-10-4.